# Hvížďalka (přírodní památka)
Hvížďalka je přírodní památka na území hlavního města Prahy. Chráněné území je ve správě AOPK ČR – Regionálního pracoviště Střední Čechy. Důvodem ochrany je opěrný geologický profil hranice ludlow-přídol, „reference section“ k mezinárodnímu stratotypu této hranice v ČR, naleziště zkamenělin.

## Galerie

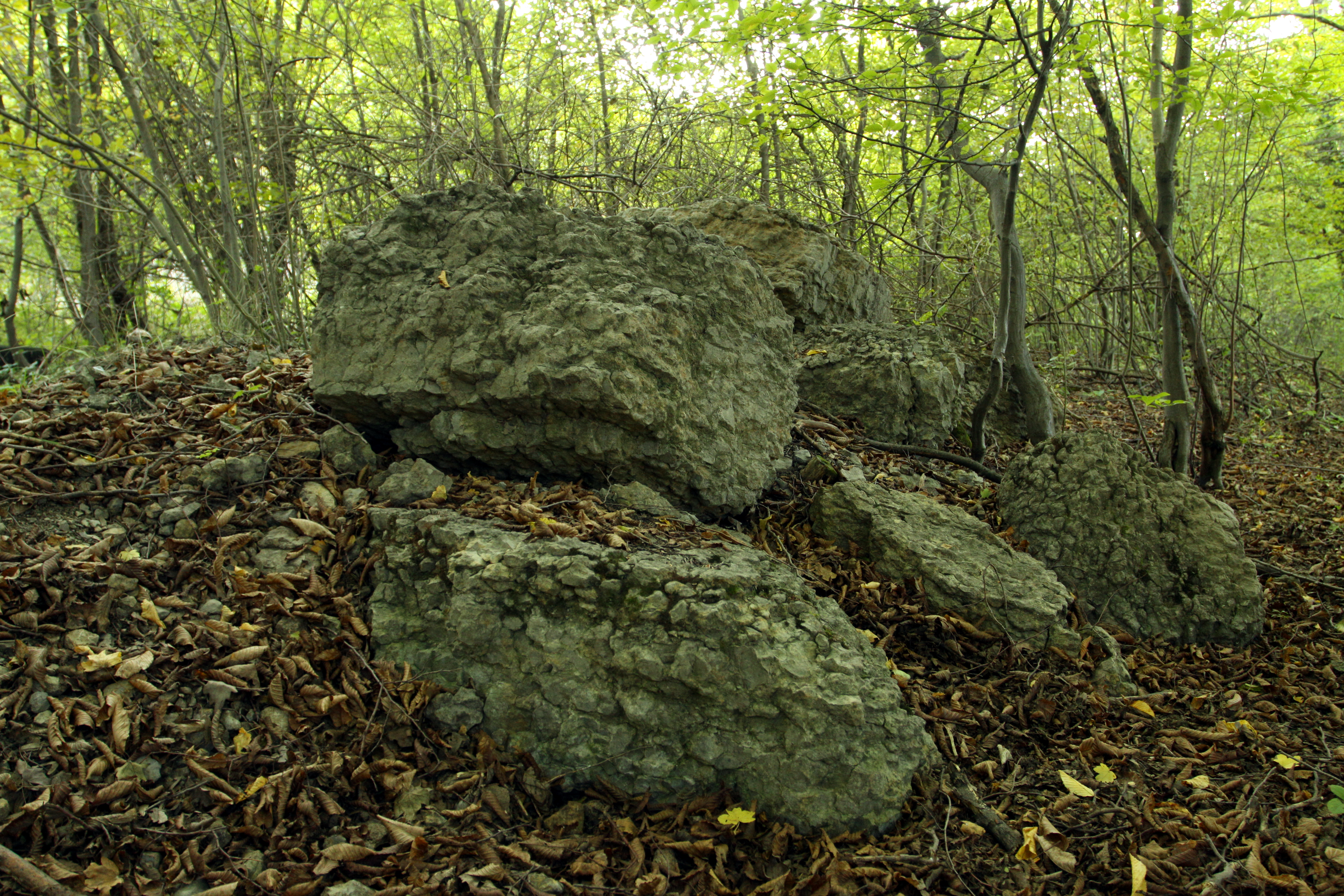
PP Hvížďalka (2014)
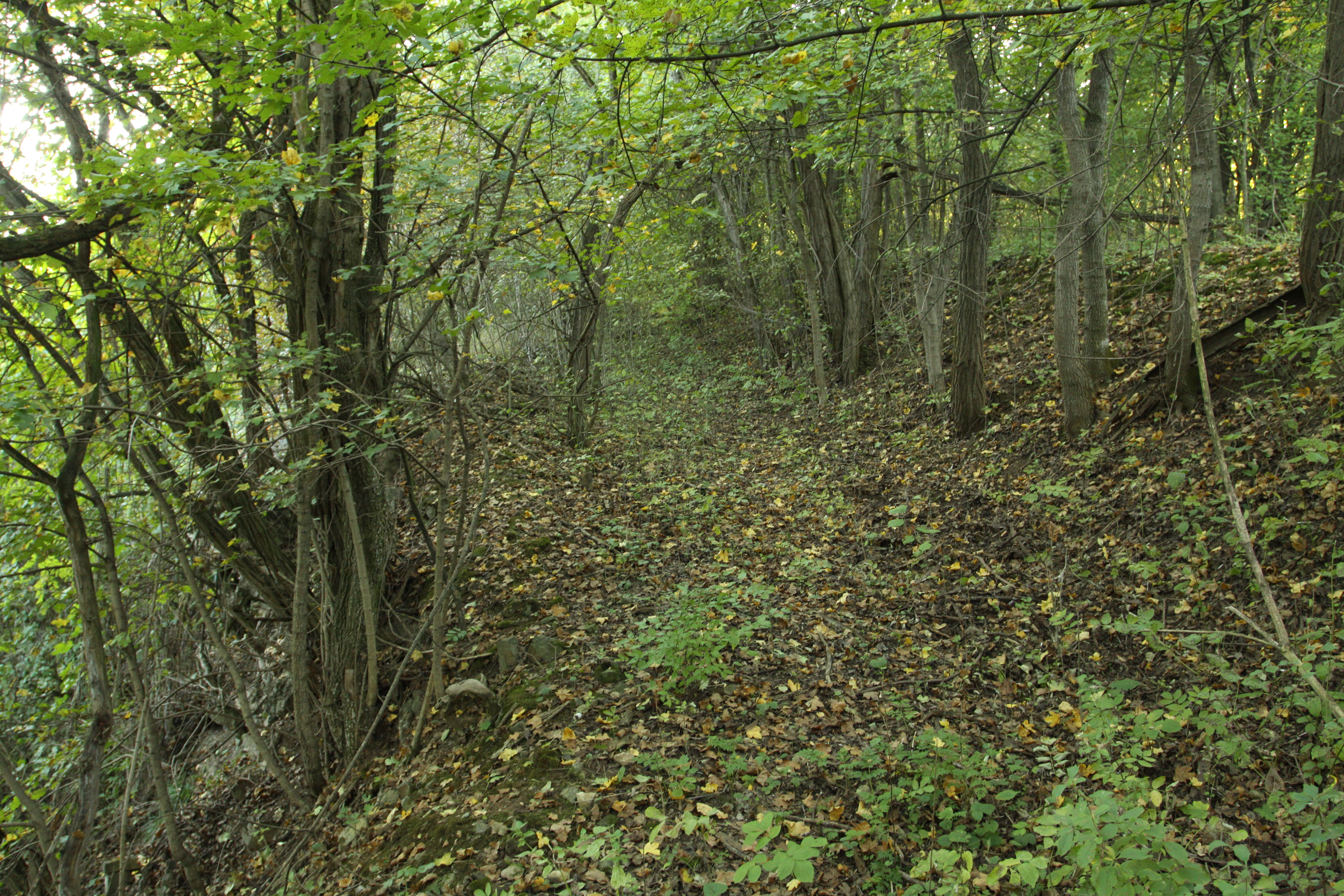
PP Hvížďalka (2014)
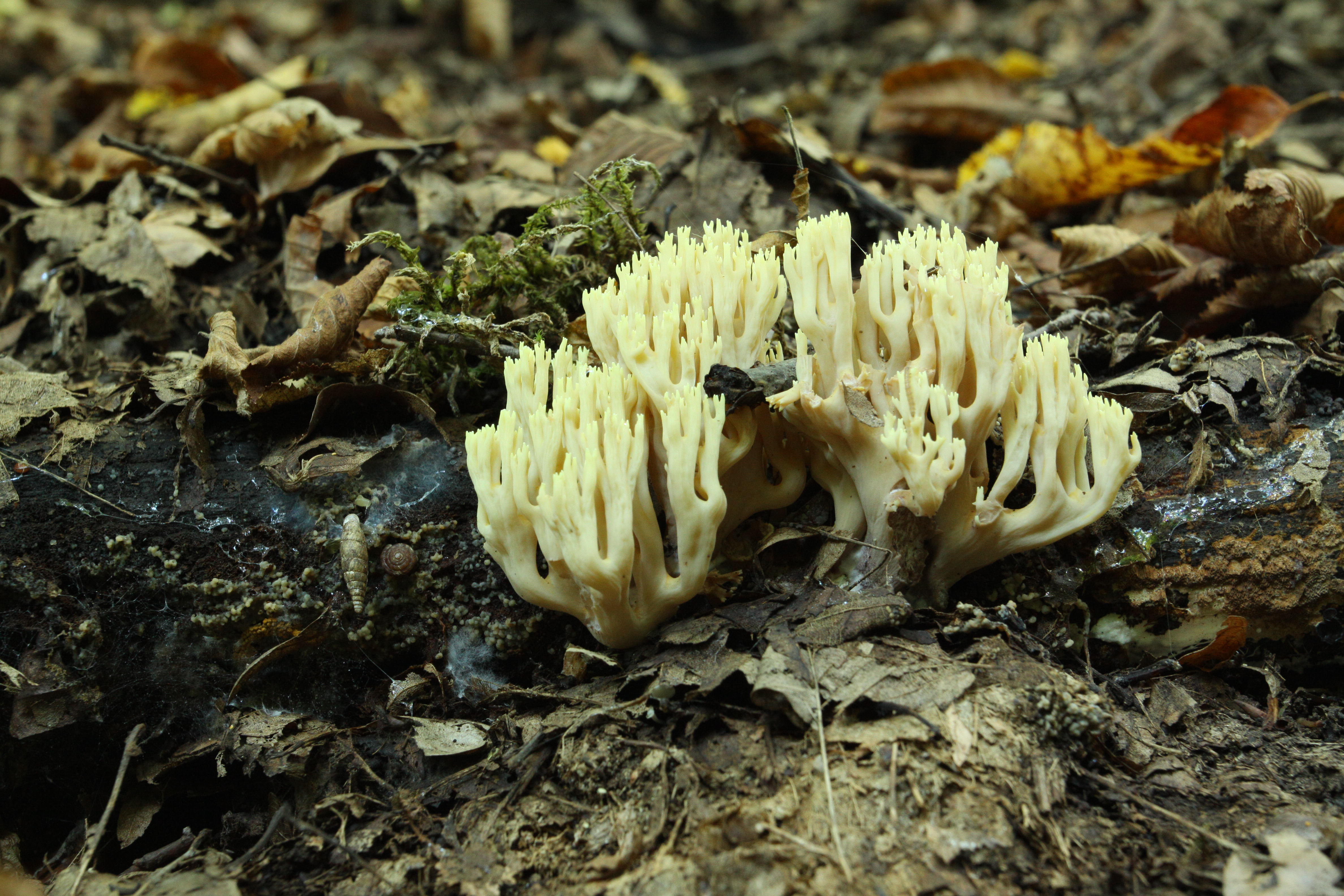
PP Hvížďalka (2014)
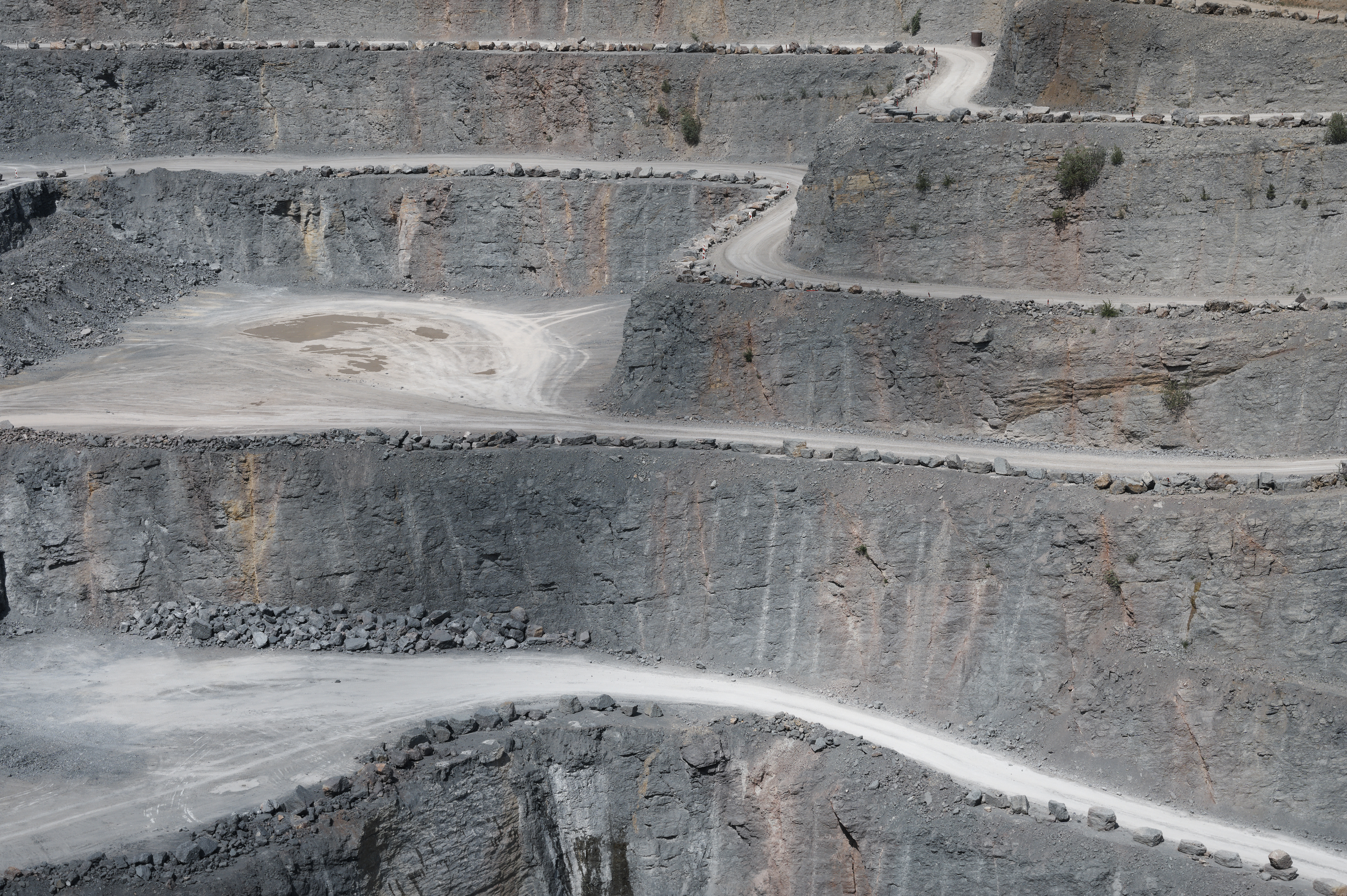
Stěna lomu Hvížďalka v blízkosti PP (2024)